# Chelonus striatus
Chelonus striatus är en stekelart som beskrevs av Papp 1971. Chelonus striatus ingår i släktet Chelonus och familjen bracksteklar. Inga underarter finns listade i Catalogue of Life.